# Paducah (Teksas)
Paducah – miasto w Stanach Zjednoczonych, w stanie Teksas, w  hrabstwie Cottle. W 2000 roku liczyło 1 497 mieszkańców.